# Хосе Сагредо
Хосе Сагредо (ісп. José Sagredo; нар. 10 березня 1994, Санта-Крус-де-ла-Сьєрра) — болівійський футболіст, захисник клубу «Болівар» та національної збірної Болівії. Виступав також за клуби «Блумінг», «Дестроєрс» і «Зе Стронгест».

## Клубна кар'єра
Хосе Сагредо народився 1994 року в місті Санта-Крус-де-ла-Сьєрра, та є вихованцем футбольної школи клубу «Блумінг». Дорослу футбольну кар'єру розпочав 2011 року в основній команді того ж клубу, в якій грав до 2014 року, але за цей час зіграв лише у 2 матчі чемпіонату. З 2015 до 2016 року футболіст грав у складі клубу «Дестроєрс», після чого повернувся до клубу «Блумінг», і цього разу став одним із основних гравців захисту команди. З 2019 до 2021 року Хосе Сагредо грав у складі клубу «Зе Стронгест».
У 2022 році Хосе Сагредо став гравцем клубу «Болівар». Станом на 23 червня 2024 року відіграв за команду з Ла-Паса 57 матчів в національному чемпіонаті.

## Виступи за збірну
2017 року Хосе Сагредо дебютував в офіційних матчах складі національної збірної Болівії. У складі збірної був учасником розіграшу Кубка Америки 2021 року у Бразилії, розіграшу Кубка Америки 2024 року у США. Станом на кінець жовтня 2024 року зіграв у складі національної збірної 59 матчів, у яких відзначився 1 забитим м'ячем.

## Особисте життя
Братом Хосе Сагредо є інший гравець національної збірної Болівії Хесус Сагредо.